# Vallée de la Charente entre Angoulème et Cognac et ses principaux affluents (SOLOIRE, BOEME, ECHELLE)
Vallée de la Charente entre Angoulème et Cognac et ses principaux affluents (SOLOIRE, BOEME, ECHELLE) este o arie protejată (sit de importanță comunitară — SCI) din Franța întinsă pe o suprafață de 5.373 ha, integral pe uscat.

## Localizare
Centrul sitului Vallée de la Charente entre Angoulème et Cognac et ses principaux affluents (SOLOIRE, BOEME, ECHELLE) este situat la coordonatele 45°39′15″N 0°16′03″W / 45.65417°N 0.2675°V.

## Înființare
Situl Vallée de la Charente entre Angoulème et Cognac et ses principaux affluents (SOLOIRE, BOEME, ECHELLE) a fost declarat arie specială de conservare în baza directivei 92/43 din 1992 referitoare la conservarea habitatelor naturale și a faunei și florei sălbatice pentru a proteja 20 de specii de animale.

## Biodiversitate
Situată în ecoregiunea atlantică, aria protejată conține 16 habitate naturale: Peșteri inaccesibile publicului, Păduri aluvionare cu Alnus glutinosa și Fraxinus excelsior (Alno-Padion, Alnion incanae, Salicion albae), Mlaștini calcaroase cu Cladium mariscus și specii de Caricion davallianae, Păduri pe pante, grohotișuri și ravene de Tilio-Acerion, Ape puternic oligomezotrofe cu vegetație bentonică cu Chara spp., Pajiști carstice calcaroase sau bazofile, de Alysso-Sedion albi, Râuri cu maluri nămoloase cu vegetație de Chenopodion rubri p.p. și Bidention p.p., Mlaștini alcaline, Pajiști cu Molinia pe soluri calcaroase, turboase sau argilos-nămoloase (Molinion caeruleae), Cursuri de apă de la nivel de câmpie la nivel montan, cu vegetație Ranunculion fluitantis și Callitricho-Batrachion, Lacuri eutrofice naturale cu vegetație de tip Magnopotamion sau Hydrocharition, Pseudostepă cu ierburi și specii anuale de Thero-Brachypodietea, Liziere de ierburi înalte hidrofile de câmpie și de nivel montan până la alpin, Formațiuni de Juniperus communis pe lande sau pajiști calcaroase, Păduri de Quercus ilex și Quercus rotundifolia, Pajiști uscate seminaturale și facies de acoperire cu tufișuri pe substraturi calcaroase (Festuco-Brometalia) (* situri importante pentru orhidee).
La baza desemnării sitului se află mai multe specii protejate:
- mamifere (8): liliac cârn (Barbastella barbastellus), vidră de râu (Lutra lutra), liliac cu aripi lungi (Miniopterus schreibersii), nurcă (Mustela lutreola), liliac cărămiziu (Myotis emarginatus), liliac comun (Myotis myotis), liliacul mare cu potcoavă (Rhinolophus ferrumequinum), liliacul mic cu potcoavă (Rhinolophus hipposideros)
- nevertebrate (7): croitorul mare al stejarului (Cerambyx cerdo), Coenagrion mercuriale, fluturele auriu (Euphydryas aurinia), Gomphus graslinii, fluturele purpuriu (Lycaena dispar), Oxygastra curtisii, Rosalia alpina
- pești (4): Alosa alosa, Alosa fallax, cicar (Lampetra planeri), somonul (Salmo salar)
- reptile (1): țestoasa de baltă (Emys orbicularis)

Pe lângă speciile protejate, pe teritoriul sitului au mai fost identificate 10 specii de plante, 11 specii de păsări, 4 specii de amfibieni, 4 specii de mamifere, 2 specii de pești, 3 specii de reptile.